# Hemorragia interna

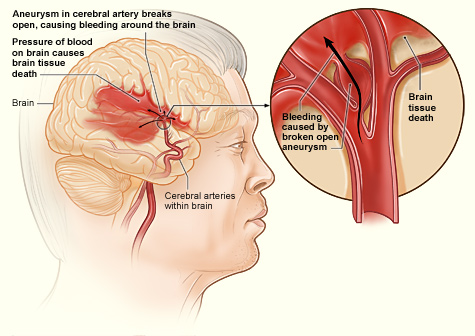
Hemorragia interna en el cerebro (véase: ACV).

Una hemorragia interna es una pérdida de sangre que se produce desde el sistema vascular en una cavidad o espacio corporal. Se trata de una emergencia médica grave y el grado de severidad depende de la velocidad y la ubicación del sangrado (por ejemplo, cerebro, estómago, pulmones). Potencialmente puede causar la muerte y paro cardíaco si el tratamiento médico adecuado no se recibe rápidamente.

## Causas
Una serie de condiciones médicas pueden conducir a una hemorragia interna. Las causas comunes incluyen trauma, diversos estados patológicos y las complicaciones de la terapia médica. Los lugares comunes incluyen el tracto gastrointestinal, la aorta y la hemorragia intra-craneal.

## Trauma
La hemorragia interna puede ser causada por una contusión, tal como alta deceleración en un accidente automovilístico, recibimiento de fuertes golpes o por trauma penetrante, como una herida de bala o de arma blanca.

## Condiciones patológicas y enfermedades
Una serie de condiciones patológicas y enfermedades puede dar lugar a una hemorragia interna. Estos incluyen la ruptura de los vasos sanguíneos como resultado de la presión arterial alta, aneurismas, varices esofágicas o úlceras pépticas. Otra causa común de hemorragia interna es el carcinoma (cáncer), ya sea del tracto gastro-intestinal, del pulmón, o más raramente de otros órganos como la próstata, páncreas o riñón. Otras enfermedades relacionadas con hemorragias internas incluyen el escorbuto, hepatoma, cáncer de hígado, trombocitopenia autoinmune, el embarazo ectópico, la hipotermia maligna, quistes ováricos, deficiencia de Vitamina K, y la hemofilia y la malaria. Algunos virus pueden causar un tipo de hemorragia interna llamada fiebre hemorrágica viral, tales como los virus de Ébola, Marburg o dengue, pero éstas son poco frecuentes.

## Iatrogenia
El sangrado interno podría ser un artefacto iatrogénico, como consecuencia de complicaciones después de operaciones quirúrgicas o tratamientos médicos. Algunos efectos de la medicación también puede dar lugar a una hemorragia interna, tales como el uso de medicamentos anticoagulantes o antiagregantes plaquetarios en el tratamiento de la enfermedad arterial coronaria.

## Prognosis
La hemorragia interna es grave por dos razones:
- El exceso de sangre puede comprimir órganos y causar disyunciones (como puede ocurrir en hematoma)
- Cuando el sangrado no se detiene espontáneamente, la pérdida de sangre causará choque hemorrágico, que puede conducir a daño cerebral y la muerte. Si hay presión, puede conducir a la muerte o a una hemorragia cerebral.

## Terminología
Los casos de sangrado interno se denominan usualmente como hemorragia interna, a pesar de que el término es general. Un caso de menor importancia de los resultados de una hemorragia interna en equimosis, o un hematoma: la sangre se expande bajo la piel, provocando decoloración.